# Le Mesnil-Durdent
Le Mesnil-Durdent és un municipi francès situat al departament del Sena Marítim i a la regió de Normandia. L'any 2007 tenia 23 habitants.

## Demografia

### Població
El 2007 la població de fet de Le Mesnil-Durdent era de 23 persones. Totes les 4 famílies que hi havia eren parelles amb fills.
La població ha evolucionat segons el següent gràfic:
Habitants censats

### Habitatges
El 2007 hi havia 24 habitatges, 8 eren l'habitatge principal de la família i 16 eren segones residències. 23 eren cases i 1 era un apartament. Dels 8 habitatges principals, 7 estaven ocupats pels seus propietaris i 1 estava llogat i ocupat pels llogaters; 1 tenia dues cambres, 1 en tenia quatre i 6 en tenien cinc o més. 6 habitatges disposaven pel capbaix d'una plaça de pàrquing. A 4 habitatges hi havia un automòbil i a 3 n'hi havia dos o més.

### Piràmide de població
La piràmide de població per edats i sexe el 2009 era:
| Homes | Edats   | Dones |
| ----- | ------- | ----- |
| 0     | 95 o +  | 0     |
| 0     | 90 a 94 | 0     |
| 0     | 85 a 89 | 0     |
| 0     | 80 a 84 | 0     |
| 0     | 75 a 79 | 0     |
| 0     | 70 a 74 | 0     |
| 0     | 65 a 69 | 0     |
| 4     | 60 a 64 | 0     |
| 0     | 55 a 59 | 4     |
| 0     | 50 a 54 | 0     |
| 0     | 45 a 49 | 4     |
| 4     | 40 a 44 | 0     |
| 0     | 35 a 39 | 0     |
| 0     | 30 a 34 | 0     |
| 0     | 25 a 29 | 0     |
| 0     | 20 a 24 | 0     |
| 0     | 15 a 19 | 0     |
| 0     | 10 a 14 | 0     |
| 4     | 5 a 9   | 0     |
| 0     | 0 a 4   | 0     |

## Economia
El 2007 la població en edat de treballar era de 15 persones, 9 eren actives i 6 eren inactives. De les 9 persones actives 7 estaven ocupades (4 homes i 3 dones) i 2 estaven aturades (2 homes). De les 6 persones inactives 4 estaven jubilades, 1 estava estudiant i 1 estava classificada com a «altres inactius».

## Poblacions més properes
El següent diagrama mostra les poblacions més properes.